# Fritz Kauffmann
Fritz Kauffmann (Starogard Gdański, Reino da Prússia, 15 de janeiro de 1899 – Copenhague, Dinamarca, 27 de setembro de 1978) foi um sorologista e bacteriologista alemão-dinamarquês, que criou importantes fundamentos para a medicina veterinária e a inspeção sanitária.

## Vida
Fritz Kauffmann foi um de cinco filhos e cresceu em Starogard Gdański, Reino da Prússia. Em dezembro de 1922 foi para Berlim para trabalhar como estagiário de medicina em bacteriologia. Sua paixão pela microbiologia foi despertada pela leitura da obra de Robert Koch Die Ätiologie der Milzbrandkrankheit (publicada em 1876). No período de 1923 a 1932 trabalhou no Instituto Robert Koch, primeiro como estagiário, voluntário com bolsa de estudos Rockefeller, a partir de 1929 como assistente oficial. Foi então para a Suíça para se recuperar de uma doença de tuberculose em um sanatório em Davos. Em 1933, por ser judeu, fugiu para a Dinamarca para escapar dos nazistas. De lá seguiu para a Suécia. Mais tarde retornou para Copenhague para trabalhar como bacteriologista.

## Atuação
Kauffmann estendeu de 1933 a 1978 o esquema desenvolvido pelo bacteriologista britânico Philip Bruce White (1891-1949) para a classificação de salmonellas em base sorológica. Em vista disto foi chamado de classificação de Kauffmann-White.
Kauffmann liderou o World Reference Center of Salmonellae em Copenhague. Por seus serviços à microbiologia médica recebeu o Prêmio Aronson de 1958 e o Prêmio Paul Ehrlich e Ludwig Darmstaedter de 1964.